# Leung Chun-ying
Leung Chun-ying (Hongkong, 12 augustus 1954) was van 1 juli 2012 tot 30 juni 2017 de derde Chief Executive of Hong Kong.
Leung Chun-ying, ook gekend als CY Leung, was inspecteur van beroep en maakte sinds 1985 deel uit van het Hong Kong Basic Law Consultative Committee (HKBLCC). Hij werd de secretaris-generaal van dit orgaan sinds 1988. Van 1999 tot 2011 was hij voorzitter van de Executive Council van Hongkong. Hij nam ontslag om kandidaat te worden in de Chief Executive-verkiezing van 2012. Initieel werd hij gezien als de underdog, maar uiteindelijk haalde hij het van de favoriete kandidaat Henry Tang met 689 van de 1.200 stemmen van het Election Committee.
CY Leung is gehuwd. Het echtpaar heeft drie kinderen.